# Вукашин Пешић
Вукашин Вуле Пешић (Витошевац, Ражањ, 26. фебруар 1893 — Лесковац, 20. јануар 1979), био је српски глумац и један од пионира српског глумишта с почетка 20. века.

## Позоришна каријера
Иако је почео да игра 1909. године у КУД „Абрашевић“ у Крушевцу, за почетак позоришне и глумачке каријере Вукашина Пешића се узима 11. март 1911. када је ступио у Повлашћено позориште „Јоаким Вујић“ Косте Делинија, које је у то време било једно од највећих и најбољих путујућих позоришта Краљевине Србије. У том је позоришту Вукашин Пешић доживео први излазак пред публику и, охрабрен њоме, а задојен огромном љубављу према позоришној уметности и према позоришној публици није се са позорнице скидао наредних 40-ак година.
Активни је учесник Балканских ратова. У сезони 1913/14. је радио поново у трупи код Делинија. У току окупације био је у заробљеништву у Ашаху (Аустрија), где је и играо. У сезони 1919/20. био је у трупи „Гундулић“ Љубомира Рајичића Чврге на сцени „Таково“ у Београду. Сезону 1924/25. у Градском позоришту у Битољу. Сезоне 1925-27. и 1929-31. опет у Народном позоришту у Нишу, 1931/32. у Српском народном позоришту у Новом Саду, 1932. у Новосадско-Осјечком позоришту, од 1933. до 1947. у Народном позоришту у Нишу, од 1947. до 1953. у Градском Народном позоришту у Лесковцу, а сезону 1953/54. у Градском позоришту „Стерија“ у Вршцу и од 1954. поново на сцени позоришта у Лесковцу.
Почео је као драмски глумац, а затим је дуго играо у национално-историјском репертоару, па успешно прешао на тумачење карактерних партија, нарочито из домаћег и фолклорног репертоара. Динамичне природе, јаког темперамента, снажне и изражајне дикције, искрен у доживљају, сем тога и добар певач, са пријатним и јаким баритоном, Пешић је деловао ефектно и имао своју одану публику у Нишу и унутрашњости.
Имајући у виду услове под којима је Вукашин Пешић радио, у време кад се позоришна уметност потцењивала и сматрала као забава обесних и ситих и, кад би се унели у сва малтретирања и понижавања, дане са по једним оброком и без оброка, ноћи на столовима и подовима - направљеним од пивских буради, пробдевене; његова путовања, понекад и пешачења, од Битоља до Загреба и од Крушевца и Врњачке Бање до Новог Сада и Осијека, његове наступе у скоро свим већим градовима Краљевине Југославије, дошли бисмо до закључка колико је много Вукашин Пешић морао волети позоришну уметност и јасно бисмо сагледали лик једног од пионира српског глумишта.
Рад Вукашина Пешића најдубље је везан за Народно позориште у Нишу, чији је члан био, са малим прекидима од 1920, па до 1947. године и за Градско народно позориште у Лесковцу, чији је члан био 1928. и од септембра 1947. до 1953. У Лесковцу је скоро сваке године са ансамблом Нишког позоришта наступао по месец дана и то је разлог и оправдање што су му баш та позоришта приредила обележавање јубилеја 25. и 40. годишњице глумачког рада (1937. и 1952).
Играо је поред многих великана српске сцене: Миливоја Живановића, Добрице Милутиновића, Жанке Стокић, Чича Илије Станојевића, Мире Ступице ...

## Улоге
Вукашин Пешић је, улажући сав свој глумачки таленат и знање током своје четрдесетогодишње каријере изнео и публици приказао читаву галерију ликова, побуђујући и подстичући у њој позитивне особине тих ликова или разголићујући и шибајући кроз негативне особине појединих ликова исте особине самога друштва, па и гледаоца. Довољно је поменути ликове наших националних хероја: Краљевић Марко, Бановић Страхиња, Карађорђе, Хајдук Вељко, Станоје Главаш, Илија Бирчанин, Војвода Луне, Војвода Брана и многих других које је Вукашин Пешић тумачио и чија су дела добро позната, али која су и по својој вредности за Српски народ од велике важности, која представљају светле тачке наше историје па да нам буде јасно колико је тежак, огроман и одговоран уметнички задатак Вукашин Пешић примао на себе и извршавао.
Поред тих светлих ликова српске родољубне драмске књижевности Вукашин Пешић интерпретирао је и скоро све јунаке наших позоришних комада из народног живота са музиком и певањем, ако што су: Стеван Драгић - „Сеоски лола“, Маринко - „Ђидо“, Селим бег - „Зулумћар“, Стојан, Митке и Хаџи-Тома - „Коштана“, Мане и Зафир - „Зона Замфирова“ у којој је играо преко 200 пута, Калча - „Ивкова слава“ - комад Стевана Сремца из нишког живота у четири чина с певањем, који је драматизовао Душан Цветковић, редитељ је Драгутин Тодић, Хасан-Ага - „Хасанагиница“ Милана Огризовића, Глиша Шандура, момак из козачке породице, оперета „На поселу“ из руске народне прошлости у пет чинова са певањем, у Нушићевим делима: Јованча Мицић у „Пут око света“, Аћим - „Протекција“, Јеврем и Секулић - „Народни посланик“, Ујка Васа - „Госпођа министарка“.
Ликови стране књижевности, почев од Софоклеових и Еурипидових јунака, па преко Шекспирових, Ростанових, Гетеових, Шилерових, Островскога, Тургењевих, Чеховљевих, Толстојевих, Горкога.

## Орден Светог Саве Петог реда
„У име Његовог краљевског величанства Краља Петра Другог, по милости Божјој и вољи народној, Краља Југославије, Краљеви намесници су благоволели и потписали Указ и одликовали Вукашина Пешића Краљевским орденом Светога Саве Петог реда“ поводом 25. годишњице глумачког рада.
Тим поводом је организована свечаност 19. марта 1937. године у Народном позоришту Моравске бановине у Нишу.
Под највишом заштитом Његовог величанства Краља Петра Другог, нишке секције Удружења глумаца Краљевине Југославије, формиран је почасни и акциони одбор за прославу 25. годишњице глумачког рада првака драме Народног позоришта Моравске бановине у Нишу. Покровитељ прославе је био Драгиша Цветковић, тада министар социјалне политике и народног здравља Краљевине Југославије. Председник почасног одбора био је Драгутин Живковић, градоначелник града Ниша, а потпредседник Јован Чемерикић, директор нишке мушке гимназије, док је председник акционог одбора прославе јубилеја био Момир В. Андрић, а секретар Драгутин Тодић. Слављеник је тог дана у фоајеу Народног позоришта од 11 до 13 часова примао честитања.
„У 8:30 сати увече„ наводи се на плакату, организована је и „Свечана представа у част двадесетпетогодишњице глумачког рада г-дина Вукашина Пешића. Први део представе садржао је поздравни говор и предају поклона слављенику, а у другом делу одиграна је представа - историјски комад у 5 чинова, 7 слика са апотеозом Карађорђе, по М. Цветићу, коју је драматизовао и написао Петар Христилић. Редитељ је био Драг. Мих. Кандић, а насловну улогу српског вожда Карађорђа тумачио је слављеник Вукашин Пешић„.
Остале улоге су тумачили: Љубица Красићева тумачећи лик Јелене, Карађорђеве жене, Милена Филиповић, у улози Марице, Карађорђеве мајке, Душан Пешић, у улози Маринка, Карађорђевог брата, Драгутин Тодић лик Кнеза Јакова Ненадовића, Десимир Перишић лик Проте Матеје Ненадовића, Никола Динић лик управника Правитељствујушћег совјета сербског Младена Миловановића, Живојин Вучковић лик Станоја Главаша, Драгослав Кандић лик Хајдук Вељка, Михаило Милићевић лик вође устанка Јанка Катића, Петар Даничић лик Васе Чарапића, Момир Андрић ликове Петра Новаковића Чардаклију и Петра Добрањца, Митар Радић лик Проте Атанасија и грчког митрополита Леонтија, Гојко Глигоријевић агента у руском конзулату - Недобу, Ратомир Грашић, Жарко Јоковић, Милан Стефановић, Илија Конфино, Душан Кујунџић, Зора Црногорчевић прву вилу пророчицу у апотеози, Нада Урбанова другу вилу, а Ружица Петровићева трећу.